# The Twilight Saga: New Moon (colonna sonora)
La colonna sonora del film The Twilight Saga: New Moon del 2009 è composta da due diversi CD; The Twilight Saga: New Moon Original Motion Picture Soundtrack contiene le canzoni di vari artisti mentre l'altra, intitolata The Twilight Saga: New Moon The score contiene le tracce orchestrali.

## The Twilight Saga: New Moon Original Motion Picture Soundtrack
The Twilight Saga: New Moon Original Motion Picture Soundtrack è la colonna sonora ufficiale del film del 2009 The Twilight Saga: New Moon.

### Il disco
Come per la colonna sonora di Twilight, anche per questo film si sono alternati diversi artisti indie rock e alternative rock.  Alcuni di loro hanno composto brani esclusivamente per il film come il gruppo musicale americano Death Cab for Cutie con il brano intitolato Meet Me on the Equinox, diventato poi il primo singolo estratto dal disco e presentato in anteprima agli MTV Video Music Awards il 13 settembre 2009. Il video della canzone è uscito il 7 ottobre del 2009 e comprende immagini tratte dal film. Nel disco sono presenti anche brani di Thom Yorke, cantante dei Radiohead, Band of Skulls e Bon Iver. Come per Twilight, il gruppo britannico Muse è presente con un brano che si intitola I Belong to You, estratto dal loro ultimo album uscito nel 2009 intitolato The Resistance ma a differenza dell'originale è stata remixata. La colonna sonora aveva come data di uscita il 20 ottobre 2009 ma è poi stata spostata al 16 ottobre a causa della richiesta dei fan della saga.

### Tracce
1. Death Cab for Cutie - Meet Me on the Equinox - 3:44
2. Band of Skulls - Friends – 3:09
3. Thom Yorke - Hearing Damage – 5:04
4. Lykke Li - Possibility – 5:06
5. The Killers - A White Demon Love Song – 3:34
6. Anya Marina - Satellite Heart – 3:33
7. Muse - I Belong To You (New Moon Remix) – 3:12
8. Bon Iver e St. Vincent - Rosyln – 4:49
9. Black Rebel Motorcycle Club - Done All Wrong – 2:49
10. Hurricane Bells - Monsters – 3:16
11. Sea Wolf - The Violet Hour – 3:32
12. Ok Go - Shooting The Moon – 3:18
13. Grizzly Bear - Slow Life – 4:21
14. Editors - No Sound But The Wind – 3:48
15. Alexandre Desplat - New Moon (The Meadow) – 4:09

### iTunes bonus tracks
- Solar Midnite (Lupe Fiasco);
- All I Believe In (The Magic Numbers);
- Die Fledermaus - Duettino: Ach, ich darf nicht hin zu dir (APM Orchestra);
- Meet Me on the Equinox video (Death Cab for Cutie);
- Wandrers Nachtlied II, Op. 96, No. 3, D.768 (Ulf Bastlein);

### International bonus tracks
- Thunderclap (Eskimo Joe) (Australia)
- Frente al Mar (Ximena Sariñana) (Spagna)
- Sed (No Way Out) (Spagna)
- Cavalier Noir (BB Brunes) (Francia)
- Es Tut Wieder Weh (Jennifer Rostock) (Germania)

### Singoli
- Meet Me on the Equinox - Death Cab for Cutie

## The Twilight Saga: New Moon The score
La colonna sonora orchestrale è stata affidata al musicista francese Alexandre Desplat, artista con il quale il regista Chris Weitz aveva già collaborato nel film La bussola d'oro del 2007.

### Tracce
1. New Moon – 3:19
2. Bella Dreams – 2:05
3. Romeo & Juliet – 2:46
4. Volturi Waltz – 1:17
5. Blood Sample – 1:15
6. Edward Leaves – 5:03
7. Werewolves – 4:25
8. I Need You – 1:38
9. Break Up – 2:04
10. Memories of Edward – 1:39
11. Wolves v. Vampire – 4:32
12. Victoria – 2:05
13. Almost a Kiss – 2:12
14. Adrenaline – 2:24
15. Dreamcatcher – 3:31
16. To Volterra – 9:18
17. You're Alive – 2:11
18. The Volturi – 8:37
19. The Cullens – 4:32
20. Marry Me, Bella – 4:04
21. Full Moon – 3:15